# Championnat de Maurice de football 1992-1993
Navigation
Saison précédente Saison suivante
La saison 1992-1993 de Barclays League est la cinquante-et-unième édition de la première division mauricienne. Les onze meilleures équipes du pays s'affrontent en matchs aller et retour au sein d'une poule unique. À la fin du championnat, les deux derniers du classement sont relégués et remplacés par la meilleure équipe de deuxième division. 
C'est le club de Fire Brigade Rose-Hill qui a été sacré champion de Maurice pour la onzième fois de son histoire. Le club termine en tête du classement final du championnat, avec quatre points d'avance sur le tenant du titre Sunrise SC et sept points sur Cadets Club Trianon Quatre Bornes.

## Les équipes participantes
| - Sunrise SC - Fire Brigade SC - Cadets United - R.B.B.S. Port Louis - Scouts Club - Fuel Youth | - Mahébourg United - Young Tigers SC St. Pierre - Police - Curepipe Cosmos - Polar Star |

## Classement
Le classement est établi sur le barème de points classique (victoire à 2 points, match nul à 1, défaite à 0).
| Rang | Équipe                            | Pts | J  | G  | N | P  | Bp | Bc | Diff |
| ---- | --------------------------------- | --- | -- | -- | - | -- | -- | -- | ---- |
| 1    | Fire Brigade Rose-Hill            | 36  | 20 | 17 | 2 | 1  | 71 | 14 | +57  |
| 2    | Sunrise SC (T) (C)                | 32  | 20 | 15 | 2 | 3  | 85 | 16 | +69  |
| 3    | Cadets Club Trianon Quatre Bornes | 29  | 20 | 13 | 3 | 4  | 40 | 21 | +19  |
| 4    | RBBS                              | 26  | 20 | 10 | 6 | 4  | 35 | 22 | +13  |
| 5    | Scouts Club                       | 22  | 20 | 10 | 2 | 8  | 33 | 31 | +2   |
| 6    | Curepipe Cosmos                   | 16  | 20 | 6  | 4 | 10 | 25 | 33 | -8   |
| 7    | Polar Star                        | 15  | 20 | 5  | 5 | 10 | 26 | 45 | -19  |
| 8    | Police FC                         | 14  | 20 | 6  | 2 | 12 | 21 | 40 | -19  |
| 9    | Fuel Youth                        | 14  | 20 | 6  | 2 | 12 | 29 | 54 | -25  |
| 10   | Mahébourg United                  | 10  | 20 | 3  | 4 | 13 | 15 | 51 | -36  |
| 11   | Young Tigers SC St. Pierre        | 7   | 20 | 1  | 4 | 15 | 21 | 75 | -54  |

| Légende : Qualifications et relégations | Légende : Qualifications et relégations                                                       |
| --------------------------------------- | --------------------------------------------------------------------------------------------- |
|                                         | Qualifié pour la Coupe des clubs champions africains 1994                                     |
|                                         | Club relégué en D2                                                                            |
|                                         | (T) : Tenant du titre (P) : Promu de deuxième division (C) : Vainqueur de la Coupe de Maurice |

## Bilan de la saison
| Championnat de Maurice de football 1992-1993             |                             |
| Champion                                                 | Fire Brigade SC (11e titre) |
| Coupes et trophées                                       |                             |
| Vainqueur de la Coupe de Maurice 1992-1993               | Sunrise SC                  |
| Qualifications continentales                             |                             |
| Coupe des clubs champions africains 1994                 | Fire Brigade SC             |
| Coupe d'Afrique des vainqueurs de coupe de football 1994 | Aucun                       |
| Promotions et relégations                                |                             |
| Promus en Barclays League                                | Blue Whales Le Morne        |
| Relégués en First League                                 | Mahébourg United            |
| Relégués en First League                                 | Young Tigers SC St. Pierre  |